# На высоте мечты
«На высоте мечты» (англ. In the Heights) — американский музыкальный фильм режиссёра Джона М. Чу, экранизация одноимённого бродвейского мюзикла Лин-Мануэля Миранды по либретто Киары Алегрии Хьюдс.
Премьерный показ прошёл в рамках Международного кинофестиваля латиноамериканских фильмов в Лос-Анджелесе 4 июня 2021 года. Вслед за этим фильм открыл фестиваль Tribeca в Нью-Йорке 9 июня, после чего состоялся выход в широкий прокат 10 июня. Одновременно фильм стал доступен на стриминговом сервисе HBO Max.

## Сюжет
Действие фильма происходит в нью-йоркском районе Вашингтон-Хайтс (Вашингтонские холмы). Владелец маленького магазинчика Уснави влюблен в местную красавицу Ванессу. Он мечтает вернуться в Доминиканскую Республику и открыть там бар. Нина, которая не может продолжать учёбу в дорогом Стэнфордском университете, влюбляется в Бенни, работающего на отца Нины. Бабушка Клаудия, старейшая жительница района, выигрывает в лотерею 96 тысяч долларов.

## В ролях
| Актёр               | Роль             |
| ------------------- | ---------------- |
| Энтони Рамос        | Уснави           |
| Кори Хоукинс        | Бенни            |
| Лесли Грейс         | Нина Розарио     |
| Мелисса Баррера     | Ванесса          |
| Ольга Мередис       | Клаудия          |
| Дафна Рубин-Вега    | Даниэла          |
| Грегори Диас IV     | Сонни            |
| Джимми Смитс        | Кевин Розарио    |
| Стефани Беатрис     | Карла            |
| Дэша Поланко        | Кука             |
| Марк Энтони         | Гаппо            |
| Ной Катала          | Граффити Пит     |
| Лин-Мануэль Миранда | продавец пирагуа |
| Кристофер Джексон   | мистер Софти     |

## Производство
В феврале 2008 года в театре Ричарда Роджерса состоялась бродвейская премьера мюзикла «На высотах», который начинающий в то время композитор и лирист Лин-Мануэль Миранда сочинил ещё на втором курсе колледжа.. Мюзикл завоевал множество театральных премий, в том числе Obie, Тони и Грэмми, получил восторженные отзывы критиков и любовь зрителей. В ноябре 2008 года студия Universal Pictures объявила, что она получила права на экранизацию мюзикла с предварительной датой релиза в 2011 году. Режиссёром на проект был определён Кенни Ортега, сценарий должна была написать Кьяра Алегрия Худес. Однако Universal отказалась от планируемого фильма, проект был отменен.
В мае 2016 года было объявлено, что распространением фильма будет заниматься The Weinstein Company В качестве режиссёра за проектом был закреплен Джон Чу. В сентябре 2016 года Лин-Мануэль Миранда допустил возможность своего участия в фильме, но не в роли Уснави.
После скандала с обвинением Харви Вайнштейна в неподобающем поведении Худес начала вести переговоры по расторжению контракта с продюсерской компанией. В апреле 2018 года права на фильм вернулись к Миранде и Худес. В мае 2018 года их за 50 млн долл. США выкупили Warner Bros. Pictures, обойдя в процессе борьбы несколько других компаний.
В октябре 2018 года было объявлено, что главную роль в фильме исполнит Энтони Рамос, до этого игравший в сценической версии мюзикла и в бродвейском хите «Гамильтон». Остальной состав был утвержден в апреле 2019 года. Он также включил в себя Кори Хокинса (Бенни), Джимми Смитса (Кевин Розарио), Стефани Беатрис (Карла) и др. Лин Мануэль Миранда подтвердил свое участие в роли продавца пирагуа в июне 2019 года, уже после начала съемочного процесса в Нью-Йорке.
Специально для фильма были изменены тексты некоторых песен в связи с изменениями, произошедшими в миграционном законодательстве США с момента выхода оригинального мюзикла. Некоторые песни и персонажи были совсем вырезаны из сюжета. В песне 96.000 заменено прямое упоминание Дональда Трампа, в киноверсии звучит имя Тайгера Вудса.

## Релиз
Предварительно релиз фильм был назначен на 26 июня 2020 года, однако из-за пандемии коронавируса COVID-19 выход фильма на экраны был отложен.
Премьера фильма состоялась в рамках Международного кинофестиваля латиноамериканских фильмов в Лос-Анджелесе 4 июня 2021 года. 9 июня фильм открыл фестиваль Tribeca в Нью-Йорке. Показ прошел в театре United Palace в районе Вашингтонские Холмы, а также были организованы показы под открытым небом во всех пяти боро Нью-Йорка. Выход в широкий прокат в США состоялся 11 июня, и одновременно фильм стал доступен на стриминговом сервисе HBO Max.

## Музыка
Саундтрект вышел 11 июня 2021 года, в день официальной премьеры фильма (Atlantic Records). Продюсерами выступили Лин-Мануэль Миранда, Билл Шерман и Грег Уэллс, последний написал аранжировки. Последним треком в альбоме значится новая песня «Home All Summer», написанная специально для фильма. Заглавный трек «In the Heights» был выпущен 23 апреля, следующий сингл «96.000» стал доступен 3 мая. Тексты и музыка ко всем песням написаны Лин-Мануэлем Мирандой.
| №   | Название                 | Исполнитель | Длительность |
| --- | ------------------------ | --- | ------------ |
| 1.  | «In the Heights»         | Энтони Рамос, Лин-Мануэль Миранда, Ольга Мередиз, Джимми Смитс, Дафна Рубин-Вега, Стефани Беатрис, Дэша Поланко, Грегори Диас IV, Кори Хокинс, Мелисса Баррера | 7:41         |
| 2.  | «Benny's Dispatch»       | К.Хокинс, Лесли Грейс | 2:22         |
| 3.  | «Breathe»                | Л.Грейс (вместе с Рубеном Блейдсом и Дорин Монталво) | 4:07         |
| 4.  | «No Me Diga»             | Д.Рубин-Вега, С.Беатрис, Д.Поланко, Л.Грейс, М.Баррера | 2:25         |
| 5.  | «It Won't Be Long Now»   | Э.Рамос, К.Хокинс, Г.Диас | 3:40         |
| 6.  | «96 000»                 | Э.Рамос, К.Хокинс, Г.Диас, Д.Рубин-Вега, С.Беатрис, Д.Поланко, Л.Грейс, М.Баррера, Ноа Катала                                                                  | 5:45         |
| 7.  | «Piragua»                | Л.-М.Миранда | 1:43         |
| 8.  | «When You're Home»       | К.Хокинс, Л.Грейс | 5:25         |
| 9.  | «The Club»               | Э.Рамос, К.Хокинс, М.Баррера | 4:49         |
| 10. | «Blackout»               | Э.Рамос, К.Хокинс, Г.Диас, Д.Рубин-Вега, С.Беатрис, Д.Поланко, Л.Грейс, М.Баррера, О.Мередиз, Н.Катала                                                         | 3:21         |
| 11. | «Paciencia y Fe»         | О.Мередиз | 4:40         |
| 12. | «Alabanza»               | Э.Рамос, Л.Грейс, Дж.Смитс, К.Хокинс, Г.Диас, Д.Рубин-Вега, С.Беатрис, Д.Поланко, М.Баррера, Н.Катала                                                          | 3:19         |
| 13. | «Carnaval del Barrio»    | Э.Рамос, Л.Грейс, Дж.Смитс, К.Хокинс, Г.Диас, Д.Рубин-Вега, С.Беатрис, Д.Поланко, М.Баррера, Н.Катала, Л.-М.Миранда                                            | 4:40         |
| 14. | «When the Sun Goes Down» | Л.Грейс, К.Хокинс | 2:53         |
| 15. | «Champagne»              | Э.Рамос, М.Баррера | 2:55         |
| 16. | «Finale»                 | Д.Монталво, Э.Рамос, Л.Грейс, Дж.Смитс, К.Хокинс, Г.Диас, Д.Рубин-Вега, С.Беатрис, Д.Поланко, М.Баррера, Л.-М.Миранда                                          | 5:26         |
| 17. | «Home All Summer»        | Э.Рамос, Л.Грейс, Марк Энтони | 3:49         |

## Отзывы и критика
На агрегаторе Rotten Tomatoes фильм имеет рейтинг 95 % на основе 85 отзывов. На сайте Metacritic оценен в 84 балла из 100 на основе 52 отзывов с пометкой «всеобщее признание».